# Adam Nawojski
Adam Nawojski (ur. 1919, zm. 2003) – polski farmaceuta i wykładowca akademicki.

## Życiorys
Urodził się w 1919 r. Studiował na Wydziale Chemicznym Politechniki Lwowskiej, jednak ukończył je dopiero po przenosinach na Politechnikę Śląską. W latach 1945–1951 pracował na Uniwersytecie i Politechnice we Wrocławiu, a od 1952 r. był adiunktem Katedry Technologii Chemicznej Środków Leczniczych Akademii Medycznej we Wrocławiu. Doktoryzował się w 1960 r., a habilitował się w 1969 r. i w tym samym roku został docentem oraz kierownikiem Samodzielnej Pracowni Inżynierii Chemicznej i Materiałoznawstwa, a od 1981 r. profesorem nadzwyczajnym Katedry i Zakładu Technologii Leków i jej kierownikiem w latach 1984–1989. Ponadto w latach 1971–1975 był prodziekanem, a w okresie 1981–1987 dziekanem Wydziału Farmaceutycznego. 
Zmarł w 2003 r. i został pochowany na cmentarzu św. Wawrzyńca.

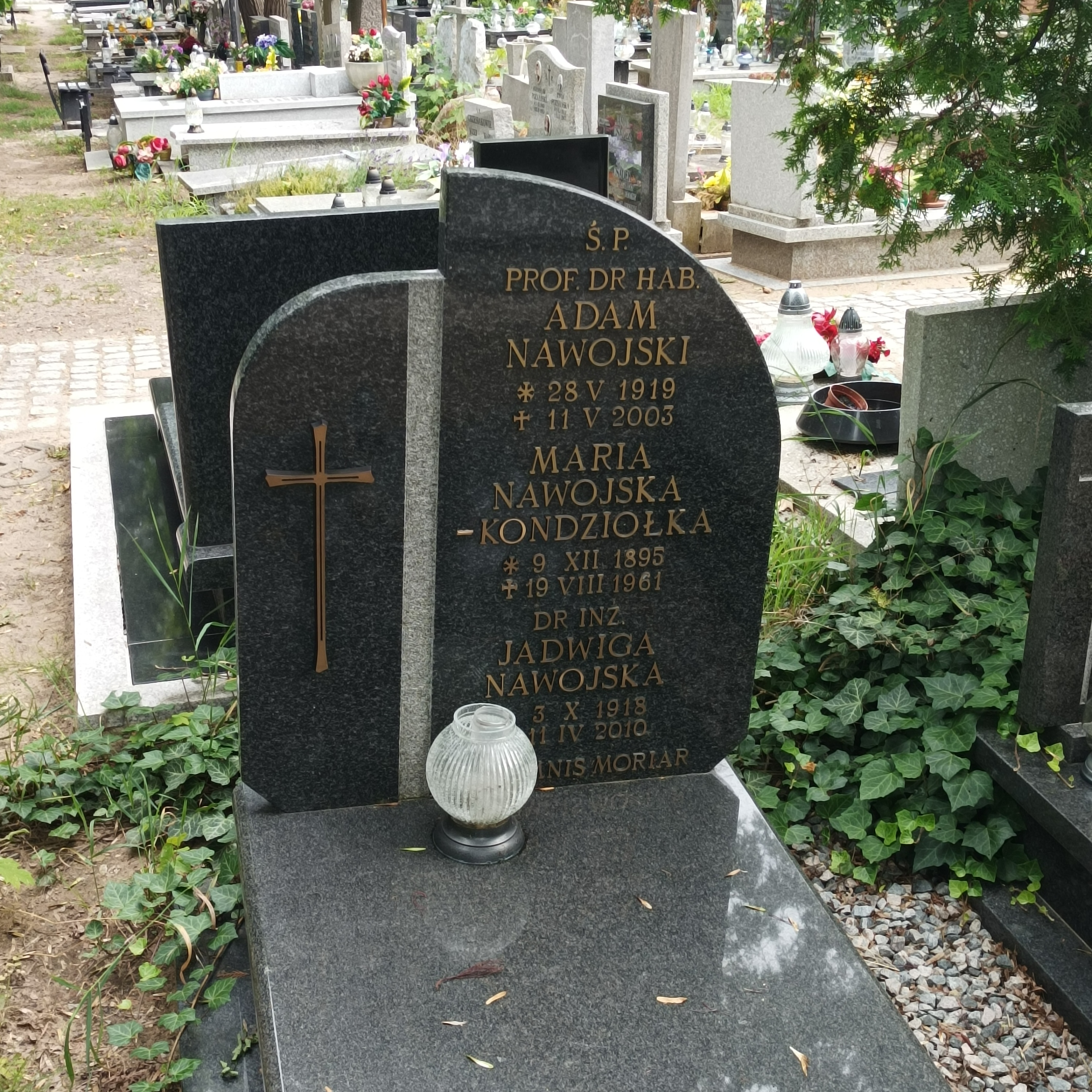
Grób prof. Adama Nawojskiego na cmentarzu św. Wawrzyńca